# C'est cool
C'est cool est une série télévisée française en 86 épisodes de 26 minutes, créée par Didier Albert et diffusée entre le 26 mars 1996 et le 17 janvier 1997 sur France 2.

## Synopsis
Axel et Basile sont deux passionnés de musique. Ensemble, ils ont la ferme volonté de monter un studio d’enregistrement au sein d’un ancien atelier d’ébénisterie. Faute d’argent, ils se lancent dans l’aventure d’un dépôt-vente, avec leurs amies Nina et Alice. Ils sont rejoints dans leur aventure par Djamel, de retour de deux années de service civil.

## Distribution
- Igor Butler : Mickaël
- Julie Caignault : Alice
- Boris de Mourzitch
- Laure Fourcade : Nina
- Ralph Jacob : Basile
- Pascal Jaubert : Djamel
- Éric Le Roch : Sam
- Emmanuelle Michelet
- Marie Roversi : Émilie
- Mostéfa Stiti
- Marjorie Tettamanti
- Benjamin Sire : Zach

## Production
Après 104 épisodes et d'un commun accord avec France 2, les producteurs arrêtent la série Seconde B afin d'éviter « l'effet auto-clonage et ne pas devenir une sitcom ». Ils souhaitent quitter l'univers clos du lycée, afin d'aborder des sujets plus mûrs. Au départ, la nouvelle série devait s'appeler « Les Années décibel » et comporter 65 épisodes.

## Fiche technique
- Scénarios : Christian Mouchart et Eric Rognard
- Réalisation : Jean-Noel Chazelle, Charli Beléteau, Frédéric Demont, Sylvie Durepaire, Olivier Guignard, Pascal Heylbroeck, Pascal Lahmani, Laurent Levy, Guy Mazarguil, Andrée Moracchini, Catherine Roche, Philippe Roussel, Christophe Salachas, Christiane Spiero.

## Épisodes

### Première saison (1996)
1. Le Retour de Djamel
2. Des ombres aux tableaux
3. Robes en stock
4. Affaires de cœurs
5. Chasseurs d’étoiles
6. Grand jeu pour jour J
7. La Fureur de survivre
8. Une nuit à l’atelier
9. Un week-end pour deux
10. Du cœur pour vivre
11. Les Soupçons de Nina
12. Un si gentil garçon
13. Palette d’amour
14. Dans le potage
15. Le Choix de Basile
16. Du goudron et des plumes
17. Une cousine indélicate
18. Coups de blues coup de bluff
19. Loin des yeux près du cœur
20. Retour vers le passé
21. Ton ex pour la vie
22. Jeux de l’amour et du hangar
23. Alarme et caetera
24. Fumée sans feu
25. Casse tête chinois
26. Galères à plein temps
27. La Femme inaccessible
28. Sujets d’étude
29. Les Flèches de la jalousie
30. Du cœur à l’étude
31. Marie-Louise
32. Nid d’amour
33. Racket
34. Le Cœur en balance
35. Bleu blanc noir
36. Intox et un faux
37. Thèse antithèse synthèse
38. Quitte ou double
39. Matos d’enfer
40. L’Opération du Saint Esprit
41. Alice au pays des sept nains
42. Galère et boulot
43. La Bonne nouvelle
44. L’Américaine
45. Dans le buffet
46. Vol au-dessus d’un nid de soupçon
47. Accord perdu
48. L’Ami de mon pote
49. Couleurs plurielles
50. Al et Ax
51. Double Axel
52. Revers de fortune
53. Drôles de ménagères
54. Un plus un égale trois
55. Loïc
56. Les Inséparables

### Deuxième saison (1996-1997)
1. À fond les décibels
2. Qui va à la chasse
3. Studio première
4. Grands et petits frissons
5. Les Soucis de Perrini
6. Un chauffard si sympathique
7. La Fille secrète
8. Épreuves
9. Chanson d’amour
10. Mamie Madeleine
11. La Déception d’Alice
12. Le Bébé de Basile
13. Intérim
14. Chiky boy
15. Le Roman de Nina
16. La Femme du boucher
17. Miss Bulldozer
18. Le Blues de Nina
19. Ramdam chez les Missaou
20. La Faute professionnelle
21. Chacun ses responsabilités
22. La Coccinelle à Valenseul
23. Secret de famille
24. Tu vois, je vois, nous voyons
25. La Grande famille
26. Opération séduction
27. La Fin et les moyens
28. Monsieur Henri
29. Embrouilles et débrouilles
30. Jamais sans ma mère

## Commentaires
- Seuls deux des comédiens principaux de Seconde B ont accepté de tourner dans cette série. C'est cool est en quelque sorte le spin-off de Seconde B. Cependant, le personnage de Pascal Jaubert change de nom, et aucune référence au Lycée Rimbaud n'est présente.

- Lors des tournages, Julie Caignault et Igor Butler étaient alors mari et femme. Les deux acteurs ont partagé l’affiche de Premiers Baisers, avant de se marier en 1993[2].